# Les caprices de Marianne

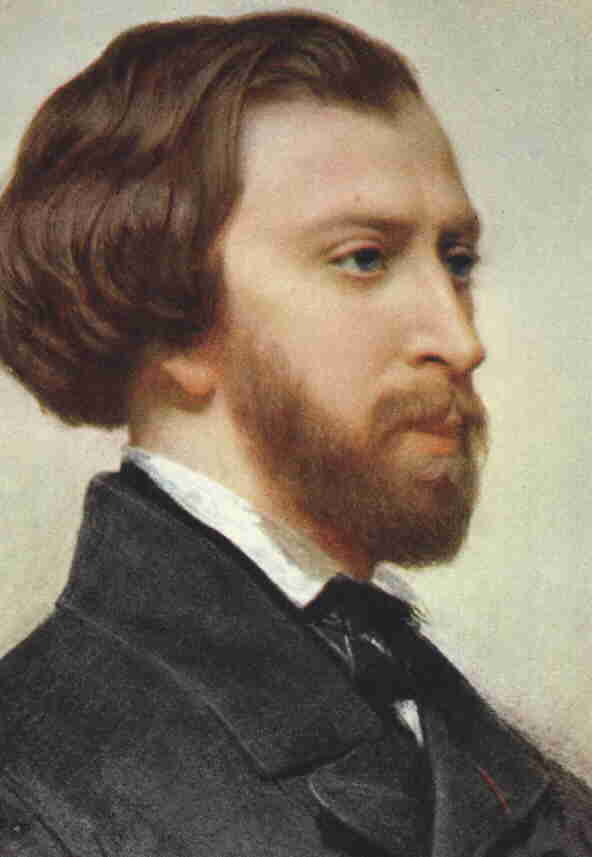
Alfred de Musset

Les caprices de Marianne (De kuren van Marianne) is een toneelstuk van de Franse schrijver Alfred de Musset. Het toneelstuk werd al op 15 mei 1831 gepubliceerd in Revue des deux Mondes, maar verscheen pas op 14 juni 1851 in Comédie-Française op de planken.

## Toneelstuk
De komedie heeft als hoofdpersonen Coelio en Marianne. Coelio is verliefd op Marianne, maar die is getrouwd met Claudio. Claudio is een machtig man en Coelio kan dus niet zijn liefde direct aan Marianne verklaren en schakelt Octave in. Octave is een neef van Claudio. Marianne wijst de indirecte liefde van Coelio af, maar als gevolg van een tirade van Claudio besluit zij om een minnaar te nemen. In eerste instantie denkt zij daarbij aan Octave, maar die verwijst haar door naar Coelio. Claudio begint toch het vermoeden te hebben dat Marianne niet geheel trouw is en huurt zwaardvechters in. Op het moment dat Coelio het terrein van Claudio betreedt wordt hij omgebracht. Coelio denkt daarbij dat hij is verraden door Octave. Het eind is tragisch, Coelio de minnaar is dood, Marianne is dood en Octave heeft net verklaard dat hij niet verliefd op haar is.

## Muziek

### Ernest Chausson
De Franse componist Ernest Chausson schreef op basis van deze komedie een opera, een comédie lyrique. De eerste voorstelling vond plaats op 18 april 1885 bij de Société nationale de musique.

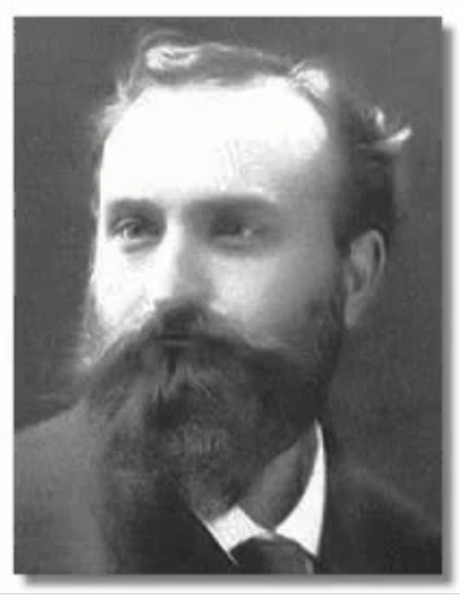
Ernest Chausson

### Johan Halvorsen
Onder de Noorse titel Marianner capricer kreeg het vanaf 29 november 1916 een tiental voorstellingen in het Nationaltheatret in Oslo. De muzikaal leider Johan Halvorsen schreef er muziek bij. Hij leverde nieuwe toneelmuziek in de vorm van een voorspel en tussenspel (forspil en mellemspil). De muziek werd alleen die avonden uitgevoerd en belandde daarna in de la. De stukken kwamen pas weer tevoorschijn toen men de nalatenschap van Halvorsen in de Nationale Bibliotheek van Noorwegen begon te onderzoeken. Er werd een behoorlijk aantal A4'tjes gevonden.

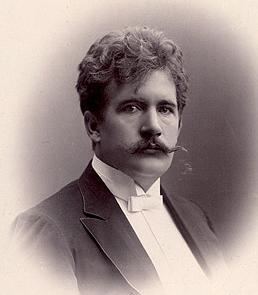
Johan Halvorsenn

### Henri Sauguet
Henri Sauguet schreef met het verhaal in gedachten een opera. Librettist was Jean-Pierre Grédy. De eerste voorstelling van die opera vond plaats in Aix-en-Provence op 20 juli 1954 met Graziella Sciatti in de hoofdrol. De opera wordt ook in de tegenwoordige tijd nog steeds uitgevoerd, maar die uitvoeringen zijn wel beperkt tot Frankrijk.